# Episodi di Operazione sottoveste (prima stagione)
La prima stagione della serie televisiva Operazione sottoveste è stata trasmessa in anteprima negli Stati Uniti d'America dalla ABC tra il 17 settembre 1977 e il 18 maggio 1978.
In precedenza, il 4 settembre 1977, è andato in onda l'episodio pilota della serie.
| nº | Titolo originale                      | Titolo italiano | Prima TV USA      | Prima TV Italia |
| -- | ------------------------------------- | --------------- | ----------------- | --------------- |
| 0  | Operation Petticoat                   |                 | 4 settembre 1977  |                 |
| 1  | Yeoman Hunkle, Yeoman Hunkle (Part 1) |                 | 17 settembre 1977 |                 |
| 2  | Yeoman Hunkle, Yeoman Hunkle (Part 2) |                 | 24 settembre 1977 |                 |
| 3  | Dooley Is a Daddy                     |                 | 1º ottobre 1977   |                 |
| 4  | Operation, Operation                  |                 | 8 ottobre 1977    |                 |
| 5  | And Out of the Sea Came a Marine      |                 | 15 ottobre 1977   |                 |
| 6  | A Party for the Captain               |                 | 22 ottobre 1977   |                 |
| 7  | And Baby Makes 33                     |                 | 29 ottobre 1977   |                 |
| 8  | We've No Business in Show Business    |                 | 5 novembre 1977   |                 |
| 9  | Grey Is Beautiful                     |                 | 19 novembre 1977  |                 |
| 10 | Dear Molumphrey                       |                 | 26 novembre 1977  |                 |
| 11 | On a Clear Day You Can See a Bulkhead |                 | 10 dicembre 1977  |                 |
| 12 | I'm Dreaming of a Pink Christmas      |                 | 17 dicembre 1977  |                 |
| 13 | Bless You, My Sub                     |                 | 7 gennaio 1978    |                 |
| 14 | The Instant Ensign                    |                 | 14 gennaio 1978   |                 |
| 15 | Down to the Sea in Slips              |                 | 21 gennaio 1978   |                 |
| 16 | The Best of Enemies                   |                 | 28 gennaio 1978   |                 |
| 17 | General Who?                          |                 | 4 febbraio 1978   |                 |
| 18 | Tostin Times Two                      |                 | 11 febbraio 1978  |                 |
| 19 | Gallardo Joins Up                     |                 | 18 febbraio 1978  |                 |
| 20 | In Gossett We Trust                   |                 | 25 febbraio 1978  |                 |
| 21 | Matt on a Hot Pink Sub                |                 | 6 maggio 1978     |                 |
| 22 | Claire Voyant                         |                 | 18 maggio 1978    |                 |